# Vasilije Krestić
Vasilije Krestić (Đala kod Krstura, na krajnjem sjeveru Banata, 20. srpnja 1932.), srbijanski je povjesničar poznat po svojim imperijalističkim stavovima. Bio je  jedan od sastavljača kontroverznog Memoranduma SANU 1986. i smatra se jednim od glavnih ratnih huškača u razdoblju uoči Domovinskoga rata.

## Životopis
Vasilije Krestić rođen je u Đali kod Krstura, na krajnjem sjeveru Banata, 1932. godine. Osnovnu školu pohađao je u rodnom mjestu, a gimnaziju u Zrenjaninu. Studij povijesti završio je na Filozofskom fakultetu u Beogradu 1957., gdje je i doktorirao 1967. na temu "Hrvatsko-ugarska nagodba 1868. godine". Za docenta je izabran 1967. godine, za izvanrednog profesora 1973. godine, a za redovitog 1979. godine. Od 1981. godine šef je Katedre za nacionalnu povijest novog vijeka do odlaska u mirovinu 1997. godine.
Za dopisnog člana SANU izabran je 1981. godine a za redovitog 1991. godine. Od 1982. godine ravnatelj je Arhiva SANU. Član Predsjedništva SANU je od 1995. godine. Tajnik Odjela povijesnih znanosti postao je 1998. godine.
Sredinom 1980-ih godina se iskazao koautorstvom Memoranduma SANU i političkom eksploataciju tzv. jasenovačkog mita. U tekstu "O genezi genocida nad srpskim narodom u NDH" koji je objavljen 15. rujna 1986. godine Vasilije Krestić piše o „netrpeljivosti prema Srbima u Hrvatskoj, koja se u Drugom svjetskom ratu pretvorila u jedan od najstrašnijih genocida u povijesti čovječanstva“, pri čemu je uvjeravao kako je moguće u Hrvata „dokazati postojanje, u poslednja tri veka, netrpeljivosti, potom i mržnje, kao i planova za uništavanje srpskog naroda“, te da se bez dvoumljenja može zaključiti, kako se čekao pogodan trenutak da se „na najgrozniji način – pokoljima, vešanjima, streljanjima, izgladnjivanjem, prekrštavanjem, iseljavanjem itd. – za svagda mogu osloboditi Srba. Kako im to nije pošlo za rukom u prvom svetskom ratu, strpljivo su sačekali drugi. Priliku koja im se tada ukazala iskoristili su kolikogod su mogli (…) dugotrajno nastajanje genocidne ideje u određenim sredinama hrvatskoga društva (…) nije imalo tako usku nego prilično široku bazu, duboko se ukorenilo u svest mnogih generacija.“ Bilježi se da mu se tih godina suprotstavio tadašnji asistent na Filozofskom fakultetu Drago Roksandić, koji se potom se našao na udaru grupe historičara sa svojega fakulteta "predvođenih od profesora Vasilija Krestića, kao eksponenta vrlo tendencioznih sagledavanja povijesti, koji su pokrenuli i organizirali kampanju, dovodeći u pitanje istraživanja Dr. Roksandića i njegov intelektualni integritet. Njihov cilj je bio da liše dr. Roksandića njegovog nastavnog mjesta. S obzirom na to da je dr. Roksandić bio dobro poznat kao protivnik nacionalističkog zloupotrebljavanja povijesti, profesor Krestić i njegova grupa je koncentrirala svoje napade manje na njegovo istraživanje, a više na njegovu navodnu 'nacionalnu nelojalnost'.... Nakon serije manevara, tri sjednice za glasovanje u studenom i prosincu 1989. i pritisaka na članove Fakulteta koji su odbijali suradnju, dr. Roksadnić je naposljetku lišen svojega nastavnog mjesta".
Radi znanstvenog usavršavanja i znanstvenog istraživanja boravio je Vasilije Krestić u Budimpešti, Beču, Mainzu, Pragu, Moskvi i Bonnu. Njegovo znanstveno zanimanje vezano je za širi prostor južnoslavenskih zemalja u razdoblju od XVIII. do XX. stoljeća. Kao poznavatelj austrijskih arhiva više godina bio je član stručnog tima Srbije koji je radio na restauraciji arhivske građe odnesene iz Srbije tijekom Prvoga i Drugoga svjetskoga rata. 
Nekoliko godina bio je glavni i odgovorni urednik Istorijskog glasnika, organa Istorijskog društva Srbije. Član je redakcije „Zbornika za istoriju“ Matice srpske. Pokrenuo je Zbornik za istoriju Srba u Hrvatskoj, čiji je odgovorni urednik. Sudjelovao je na mnogim znanstvenim skupovima u zemlji i inozemstvu na kojima je podnosio priopćenja. 

## Radovi
Bavi se poviješću Srba i Hrvata, srpsko-hrvatskih odnosa i jugoslovenske ideje. Posebno je proučavao političku povijest, povijest društva i društvenih pokreta, kao i kulturnu povijest. Iz tih područja napisao je i objavio više od 250 radova ( monografija, studija, članaka, rasprava i eseja ). 
Radovi su mu prevođeni i objavljeni na engleskom, francuskom, njemačkom, mađarskom, češkom, bugarskom i grčkom jeziku. 
Nositelj je više društvenih nagrada i priznanja.

## Politička djelatnost
Suautor je Memoranduma SANU iz 1986. i Memoranduma SANU iz 1995. godine.
O suživotu Hrvata i Srba:
Početkom 2007. izbio je skandal, kada se saznalo da bi Krestić trebao nastupiti 10. siječnja 2007. na stručnom skupu trebao s predavanjem učiteljima povijesti u Vukovaru. Kad se u javnosti saznalo da je uvršten u popis predavača, skupina od osamnaest redovitih članova Hrvatske akademije znanosti i umjetnosti (HAZU) uputila je Izjavu u kojoj ističe kako je neprimjereno i neuljudno da u Vukovar dolazi predavanje održati Vasilije Krestić, kao jedan od tvoraca Memoranduma SANU i tvoraca sintagme o Hrvatima kao genocidnom narodu. Umjesto njega na kraju je došao prof. Dragutin Roksandić i održao predavanje o povijesti Srba u Hrvatskoj u vrijeme austro-ugarske vladavine.
U intervjuu za "Večernje novosti" u studenom 2021. godine Krestić izjavljuje da smatra Memorandum SANU iz 1986. godine sadržavao posve prikladne odgovore za vrijeme u kojemu je donijet. Ranije iste godine za medije je iznio ocjenu da je početkom 1990.-ih godina došlo "do krvavog pira u kojem su žrtve bili Srbi. Mržnja protiv njih ispoljena je tada na najbrutalniji način. U takvoj situaciji, pri takvom stanju i toliko silnoj, rekao bih, patološkoj mržnji, miran razlaz, bez krvi, nažalost, nije bio moguć".

## Vanjske poveznice
- (srp.) Vasilije Krestić, „Duhovni problemi srpskog naroda o uzrocima naših razdora“[neaktivna poveznica]
- (srp.) Vasilije Krestić, „Smisao hrvatskog svojatanja Nikole Tesle“  Arhivirana inačica izvorne stranice od 28. rujna 2007. (Wayback Machine)